# اورسولا تیس
اورسولا تیس (انگلیسی: Ursula Thiess; ۱۵ مهٔ ۱۹۲۴ – ۱۹ ژوئن ۲۰۱۰) یک هنرپیشه اهل آلمان بود. وی بین سال‌های ۱۹۴۹ تا ۱۹۷۲ میلادی فعالیت می‌کرد.
از فیلم‌ها یا برنامه‌های تلویزیونی که وی در آن نقش داشته‌است می‌توان به باد موسمی اشاره کرد.